# Mozilla Thunderbird
Pour les articles homonymes, voir Thunderbird et Mozilla.
Mozilla Thunderbird (prononciation : /mɒd.ˈzɪl.ə ˈθʌn.də.bɜːd/) est un client de messagerie, libre, distribué gratuitement par la fondation Mozilla et issu du projet Mozilla. Consacré à l'origine au courrier électronique, aux groupes de discussion et aux flux RSS et Atom, il s'est au fil du temps équipé de fonctionnalités supplémentaires tels qu'agenda, de gestionnaire de tâches et de messagerie instantanée, lui conférant désormais le titre de collecticiel.
Il est également « extensible », c'est-à-dire qu'il peut facilement recevoir de nouvelles fonctionnalités par l'ajout d'extensions.
Thunderbird est distribué selon les termes de la Mozilla Public License (MPL) – licence publique Mozilla – et diverses autres licences libres, ce qui lui permet d'être porté sur la plupart des systèmes d'exploitation.
Le logiciel est intégré à la liste des logiciels libres préconisés par l’État français dans le cadre de la modernisation globale de ses systèmes d’informations (SI).
Le logiciel est disponible dans 65 langues.

## Histoire

### Histoire du logiciel

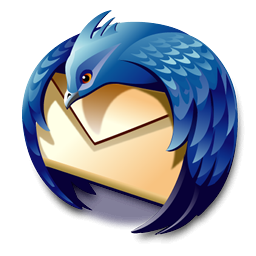
Logo de Thunderbird de 2004 à 2009

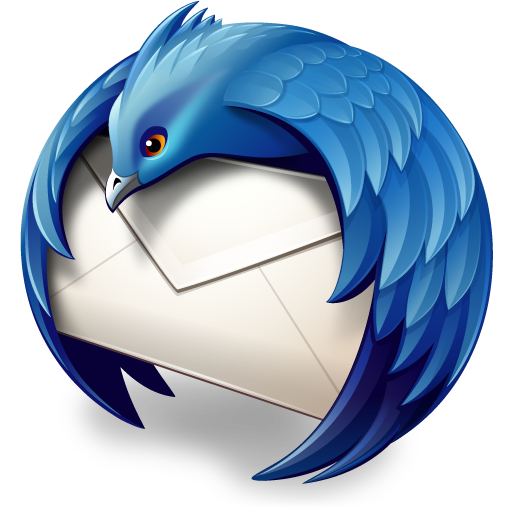
Logo de Thunderbird de 2009 à 2018

Logo de Thunderbird de 2018 à 2023

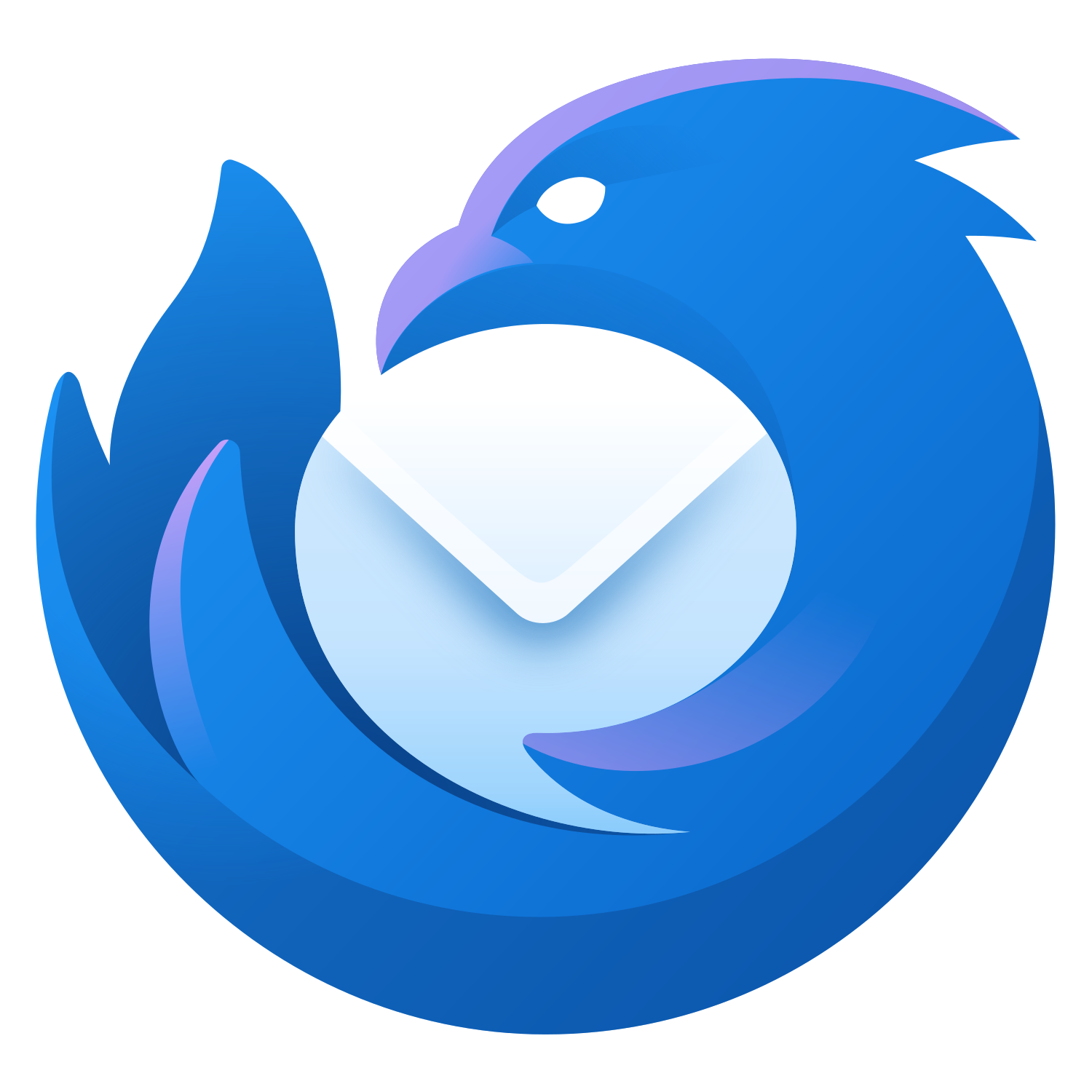
Logo de Thunderbird depuis 2023

Originellement nommé « Minotaur » (à l'époque où Firefox s'appelait « Phoenix »), le projet n'eut tout d'abord que peu de succès. Ce n'est que progressivement, à un rythme beaucoup moins rapide que Firefox, qu'il étend sa couverture. Le 14 avril 2003, « Minotaur » devient Mozilla Thunderbird[réf. nécessaire].
Un travail important sur Thunderbird reprit avec l'annonce que depuis la version 1.5, la Suite Mozilla serait désormais gérée de façon différente, en travaillant de manière séparée sur chaque logiciel, qui serait ensuite intégré à la suite Mozilla.
Cette nouvelle approche du Projet Mozilla contraste avec l'approche « tout-en-un » adoptée précédemment, et devait amener à plus d'efficacité et de facilité dans la maintenance du code source, ainsi que la possibilité d'utiliser non plus la suite Mozilla, mais seulement ses alternatives comme Firefox ou Thunderbird. La suite Mozilla intégrée disparaît de la liste des produits officiels Mozilla mais continue d'exister sous la forme d'un projet communautaire soutenu par la fondation Mozilla sous le nom SeaMonkey.

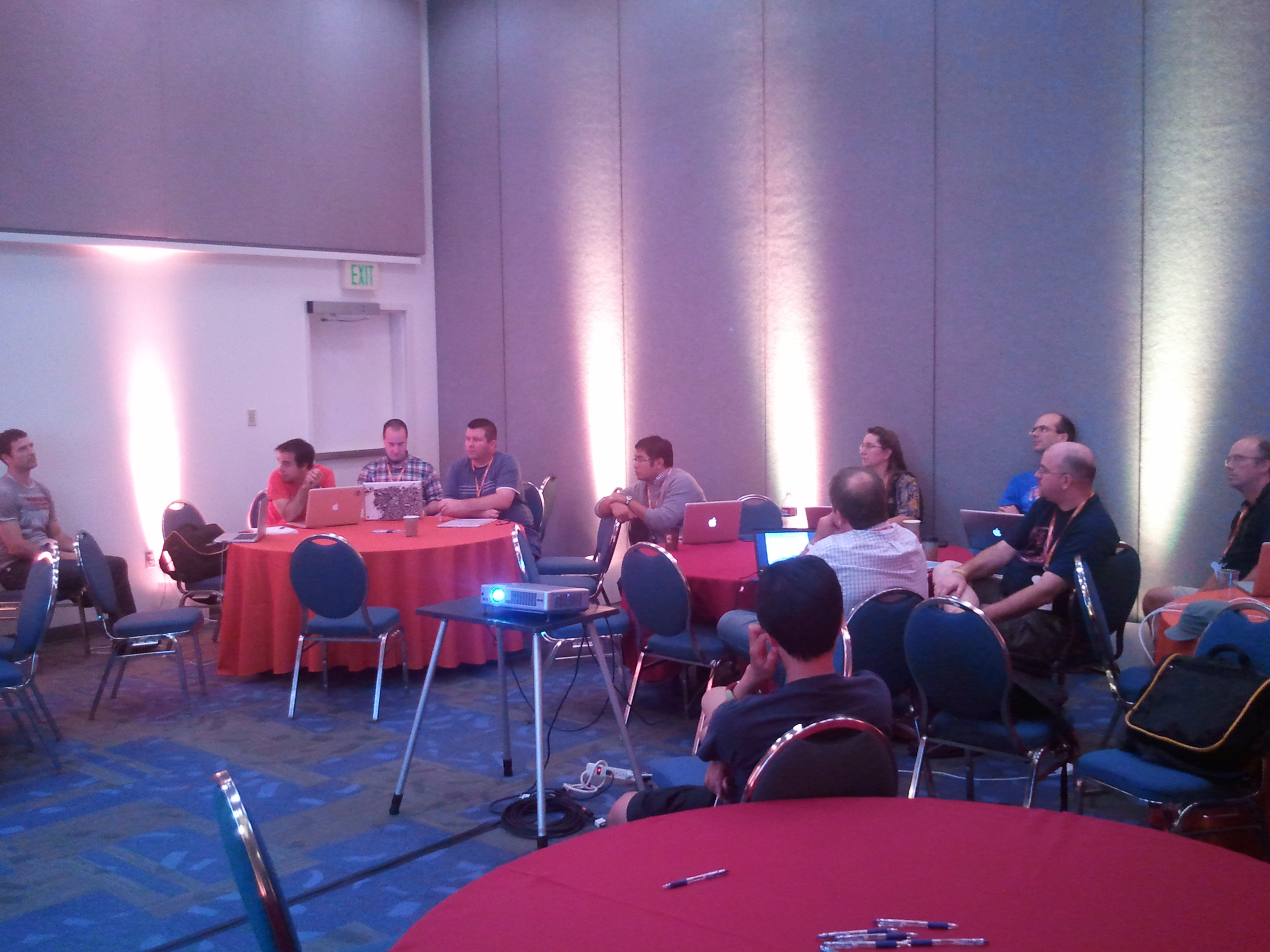
L'équipe Thunderbird en septembre 2011

Le 25 juillet 2007, Mitchell Baker, présidente de la fondation Mozilla, évoque sur son blog les problèmes que rencontre l'équipe Thunderbird à exister au sein de la fondation face au projet Firefox qui accapare la majeure partie des ressources disponibles. Son souhait est donc de trouver un moyen de protéger la communauté Thunderbird de l'asphyxie en la désolidarisant de la fondation. Scott Mc Gregor et David Bienvenu, responsables du projet, affirment sur leurs blogs respectifs leur accord avec le point de vue de Mitchell Baker. Leur préférence de gestion allant vers un mode de management du projet tel que celui adopté pour SeaMonkey, à savoir un hébergement du projet dans l'infrastructure de la fondation mais sans ressources financières et humaines de la part de cette dernière.
Finalement, Mitchell Baker tranche pour la création en septembre 2007 d'une filiale à la fondation Mozilla nommée Mozilla Messaging (et préalablement surnommée MailCo) qui sera dotée d'un responsable et de ressources humaines et financières propres. La création de la nouvelle entité s'accompagne d'une enveloppe de trois millions de dollars US. Le responsable de MailCo, David Ascher, était précédemment directeur technique dans la société ActiveState (en) et était déjà un contributeur actif au sein de la communauté et bien identifié par la fondation. Scott McGregor et David Bienvenu annoncent sur leurs blogs leur démission, fin septembre 2007, afin de créer leur propre affaire.
Mozilla Messaging n'aura qu'une existence de quelques années cependant suffisantes pour lancer la modernisation du client de messagerie. David Ascher laissera sa place au Français Jean-Baptiste Piacentino mais quelques mois seulement après sa prise de fonction la fondation décide de dissoudre l'entité et de réinternaliser son personnel. La décision a été prise de ne plus investir dans Thunderbird et de le laisser après une période de transition complètement à la charge de sa communauté, comme évoqué en 2007.
Mozilla ayant planifié l'abandon de sa technologie XUL au profit de HTML5 ainsi que le développement d'un nouveau moteur de rendu en remplacement de Gecko, les développeurs de Thunderbird se retrouvent face à un défi monumental puisque le courrielleur est principalement basé sur XUL et Gecko. En juin 2015, une discussion sur la liste de diffusion des développeurs s'engage pour réfléchir à la réécriture complète de Thunderbird en tant qu'application web locale d'ici à 2018.
Le 28 janvier 2020, Le projet Thunderbird passe sous la direction d'une filiale de la Mozilla Foundation nouvellement créée (MZLA Technologies Corporation) dans le but d'ouvrir de nouvelles possibilités telles que les partenariats. Les dons faits à Thunderbird deviennent alors non-caritatifs et ne sont donc plus déductible fiscalement.
Le 24 mai 2023, Thunderbird change de logo pour en adopter un proche de celui de Mozilla Firefox. Le concepteur de ce nouveau logo est Jon Hicks, le créateur des logos originaux de Firefox et Thunderbird. Dans la lignée de ce changement, le 11 juillet 2023, l'équipe sort la version 115 du logiciel. Intitulée "Supernova", celle-ci inclut le nouveau logo ainsi qu'une refonte complète de l'interface.

## Fonctionnalités
Thunderbird est un client de messagerie, ainsi qu'un lecteur de groupe de nouvelles par Usenet et par RSS, qui se veut simple à utiliser. Des fonctionnalités additionnelles sont disponibles par l'intermédiaire d'extensions.

### Gestion des messages
Thunderbird peut gérer plusieurs comptes de courriel et de groupe de nouvelles. D'autres fonctions permettent la recherche rapide de messages, le filtrage de messages, les groupements de messages ainsi que la gestion d'étiquettes (labels) utiles pour gérer et rechercher des messages.

### Filtre de pourriel
Thunderbird peut filtrer et supprimer le pourriel, par exemple grâce à la méthode bayesienne d'apprentissage. Il sait également reconnaître les pourriels détectés par SpamAssassin et SpamPal.

### Envoi de pièces jointes volumineuses
Filelink permet de déposer des fichiers à un service de stockage en ligne et l'envoi d'un lien pointant sur les fichiers dans les courriels. Cette fonctionnalité permet de contourner les limitations de taille des pièces jointes. Mozilla Thunderbird est en partenariat avec le service Box pour supporter la fonctionnalité Filelink. D'autres fournisseurs de service (hubiC, Dropbox, AjaXplorer, FileSwap.com, Filemail, Firedrive, ownCloud) peuvent aussi être ajoutés avec des modules complémentaires (extensions).

### Adresse courriel personnalisée
En partenariat avec Gandi et Hover, Thunderbird permet d'avoir une adresse de courriel personnalisée. Exemple : prénom@nom.fr

### Personnalisation et extension
Mozilla Thunderbird peut être enrichi de différentes manières : au moyen de thèmes, au moyen d'extensions, de l'utilisation d'un fichier Userchrome.css et de la configuration.

#### Extensions (modules complémentaires)
Le système des extensions permet l'addition de nouvelles fonctionnalités. Ces extensions peuvent être téléchargées sur le site des modules complémentaires de la fondation Mozilla.
Quelques extensions notables pour Thunderbird :
- Mozilla Lightning, proposant des fonctionnalités d'agenda et de gestionnaire de tâches, avec possibilité de synchronisation sur serveur compatible offrant une dimension collaborative à l'outil. Depuis 2015 Lightning est nativement proposé avec Thunderbird ;
- Cardbook[12], un carnet d'adresses se combinant avec Mozilla Lightning ;
- Grammalecte, un correcteur grammatical et typographique, complétant le correcteur orthographique proposé nativement par Thunderbird ;
- Enigmail, pour chiffrer les courriels échangés. Depuis 2020[13], Thunderbird intègre nativement OpenPGP et rend l'extension Enigmail inutile[14].

#### Thèmes (apparence)
Thunderbird permet aussi l'ajout de thèmes pour changer son apparence, téléchargeables sur le même site. Les thèmes sont constitués de simples feuilles de styles CSS et de fichiers images.

### Standards
Thunderbird supporte nativement les principaux standards de la communication électronique :
- lecture et écriture de courriers au format texte et/ou HTML ;
- protocoles POP et IMAP pour la réception des messages, SMTP pour l'envoi ;
- consultation des annuaires LDAP ;
- support des signatures et des cartes de visites vCard ;
- lecture de groupes de nouvelles et de blogs grâce au protocole Usenet ou au format RSS.

D'autres fonctions plus avancées sont prises en charge par des extensions :
- l'authentification par signature numérique et le chiffrement des messages sont gérés par Enigmail et GPG.

### Systèmes d'exploitation compatibles
Mozilla Thunderbird fonctionne sur plusieurs plates-formes. Officiellement, le logiciel est fonctionnel sous les systèmes d'exploitation suivants, à la fois en 32 bits et en 64 bits :
- Microsoft Windows, de Windows XP SP3 à Windows 10 ;
- macOS, de 10.6 à 10.11 ;
- toutes les distributions GNU/Linux (sur lesquelles il utilise la boite à outils graphiques GTK+).

Étant donné que Mozilla Thunderbird est un logiciel libre, il est possible de le porter vers d'autres plates-formes. Une version Solaris est ainsi également disponible, mais non officiellement prise en charge par Mozilla.
L'équipe de développement de Thunderbird a également annoncé le 13 juin 2022 travailler sur une version pour le système d'exploitation pour smartphones Android. Cette version sera fondée sur l'application existante K-9 Mail,,. Une version pour iOS n'est en revanche pas encore prévue.

## Sécurité
Thunderbird offre des fonctions de sécurité évoluées convenant aux entreprises et aux gouvernements telles que les connexions SSL / TLS (Transport Layer Security) vers les serveurs IMAP (Internet Message Access Protocol) et SMTP (Simple Mail Transfer Protocol). Il offre également un support natif pour S/MIME, un standard permettant de sécuriser le courrier électronique (signature numérique et chiffrement des messages en utilisant les certificats de signature de l'émetteur et du récepteur). D'autres fonctions de sécurité peuvent être ajoutées à Thunderbird grâce à des extensions. Parmi celles-ci, Enigmail (et GPG) offre des fonctions de signature et de chiffrement/déchiffrement OpenPGP.
L'armée française via sa branche de gendarmerie a contribué à l'élaboration du code de sécurité pour la version 3 de Thunderbird. Ce travail a permis de qualifier le produit pour une présentation à l'OTAN.

## Technologies

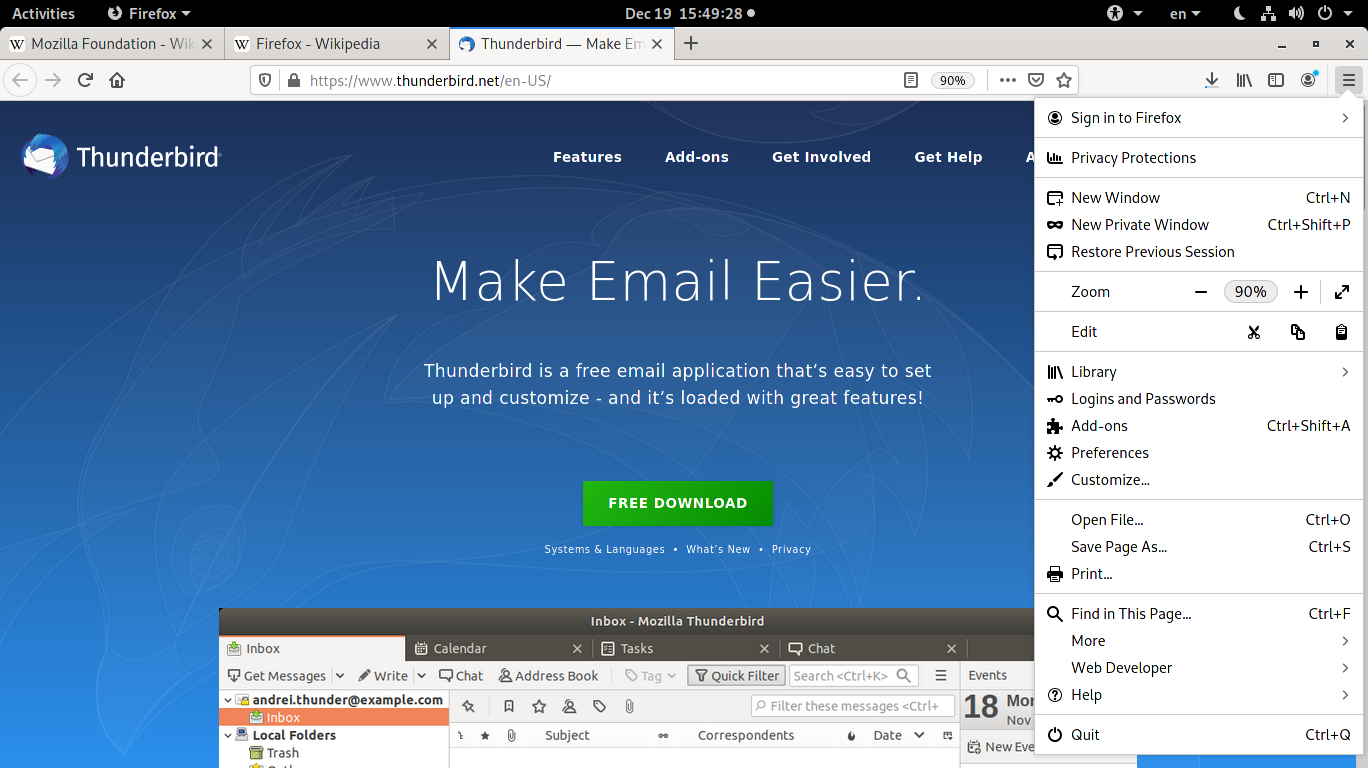
Page d'accueil de Thunderbird sur Firefox 71

### Moteur
Le projet se veut plus léger et plus rapide que la suite Mozilla. Tout comme Firefox, Thunderbird est basé sur le moteur Gecko et dispose d'une interface en XUL, ce qui lui permet de fonctionner sur diverses plates-formes.

### Compatibilité avec les serveurs de messagerie
Par l'utilisation des protocoles standards, Mozilla Thunderbird est compatible avec la plupart des serveurs de messagerie[réf. souhaitée].

## Au cinéma
- Dans le film Fidelio, l'odyssée d'Alice, l'actrice principale traite ses courriels à partir de Thunderbird.